# MSC Magnifica
Le MSC Magnifica est un bateau de croisière appartenant à la société MSC Croisières, construit aux Chantiers de l'Atlantique de Saint-Nazaire (STX France). Sa construction est lancée en janvier 2009 et il est mis en service en mars 2010. Il est opérationnel notamment en mer Méditerranée, mais aussi aux Caraïbes et autres lieux.
Il possède 1 259 cabines pour le transport de 2 518 passagers en cabine double. Toutes les unités de la classe Musica sont classées Panamax et peuvent donc passer le canal de Panama. Le navire a été prolongé en 2021,.

## Spécifications techniques
- Longueur : 293,8 m
- Largeur : 32 mètres
- Tonnage : 95128 unités de jauge brute
- Vitesse : 18 nœuds minimum
- Passagers : 2,550 en capacité maximale
- Membres d'équipage : 1.038
- Cabines : 1,257
- Ponts : 16
- Ascenseurs : 13

## Description
- 2.518 passagers accueillis à bord.
- 1.038 personnes d'équipage.
- 22 000 mètres carrés d'espace accessible au public sur 13 ponts.
- 3 piscines ; dont une avec toit rétractable.
- 5 restaurants gourmet, 1 asiatique, 1 buffet et 17 bars et salons.
- 1 Cinéma 4-D, 1 bowling et 1 salle de billard. 1 tennis 1 mini-golf
- 1 Royal Théatre ultramoderne de 1240 places.
- 1 discothèque futuriste T32 Disco.
- 1 Atlantic City Casino qui abrite plus de 600 mètres carrés de jeux.
- 1 Vidéo Arcade et sa salle de jeux vidéo et virtuels.

## Incidents
Le 21 novembre 2013 à 6h30, le navire en provenance de Mykonos a heurté la digue nord du port du Pirée en Grèce. Le navire, qui a détruit la bouée située à l’extrémité de la digue, a légèrement endommagé sa coque, celle-ci présentant une petite brèche au-dessus de la ligne de flottaison. Par chance, aucun blessé ne fut à déplorer. La dernière escale prévue à Katákolo a été annulée et le navire est directement rentré à Gênes.

## Anecdote
Le MSC Magnifica a joué à la corne de brume le thème de Seven Nation Army le 9 mai 2014 en entrant dans le port de Hambourg.